# Милетич, Августин
Августин Милетич (хорв. Augustin Miletić; 1763, Фойница, Боснийский эялет — 1831, Ливно) — хорватский писатель

, монах-францисканец, прелат католической церкви, апостольский викарий Боснийской провинции (1813—1831), епископ даулийский.
После окончания начальной школы в Фойнице вступил в орден францисканцев. Среднее образование получил в Граце. Изучал философию и богословие в Италии. По окончании учёбы стал профессором философии и богословия в Брешии и Падуе. Позже назначен епископом Апостольского викария Боснии Грго Илича (1798—1813), и в том же году — также апостольским викарием Боснийской провинции. После смерти епископа Грго Илича был назначен епископом того же викариата (1813—1831).
Умер в Ливно в 1831 году во время одного из его многочисленных пастырских визитов.
Автор трудов: «Istomacsenje stvarî potribitih nauka karstianskoga» (Рим, 1828), «Pocsetak slovsta napomena i kratko istomacsenje stvarî potribitih nauka karstianskoga» (Сплит, 1815), «Naredbe i uprave biskupah namistnikah apoštolských prošastih i sadašnjega» (там же, 1828) и др.